# ارتم لوچنکو
ارتم لوچنکو (اوکراینی: Лутченко Артем Сергійович؛ زادهٔ ۴ ژانویهٔ ۱۹۹۲) بازیکن فوتبال اهل اوکراین است.